# Choridactylus
Choridactylus is een geslacht van straalvinnige vissen uit de familie van steenvissen (Synanceiidae). Het geslacht is voor het eerst wetenschappelijk beschreven in 1848 door Richardson.

## Soorten
- Choridactylus lineatus Poss & Mee, 1995
- Choridactylus multibarbus Richardson, 1848
- Choridactylus natalensis (Gilchrist, 1902)
- Choridactylus striatus Mandrytsa, 1993